# Ralf Hertwig
Ralf Hertwig (* 15. April 1963 in Hamburg) ist ein deutscher Drehbuchautor. Von 1977 bis 1983 war er Musiker in verschiedenen Bands der Neuen Deutschen Welle.

## Biografie
Ralf Hertwig spielte, noch als Gymnasiast in Hamburg, Schlagzeug bei der Punkband „Coroners“, später bei „Front“. Von 1981 bis 1984 war er Musiker bei Palais Schaumburg; zunächst als Schlagzeuger und ab 1983 als Sänger.
Von 1983 bis 1986 studierte Hertwig Rechtswissenschaften und Japanologie. 1986 bis 1993 belegte er das Fach Regie an der Hochschule für Fernsehen und Film in München. Während seines Studiums erhielt Hertwig 1990 das „Filmband in Silber“ des deutschen Filmpreises für den Kurzfilm Queimada. In den frühen 1990er Jahren startete Hertwig erneut, zusammen mit Tommi Eckart, unter dem Namen „Perry & Rhodan“ ein Musikprojekt und gehörte weiteren kurzzeitigen Formationen im Bereich Techno wie „Time Unlimited“ und „Transform“ an.
1995 wurde der Film Einer meiner ältesten Freunde, für den Ralf Hertwig das Drehbuch schrieb, mit dem Max Ophüls Preis ausgezeichnet. Inzwischen hat sich Hertwig in Deutschland als Drehbuchautor für zahlreiche erfolgreiche Film- und Fernsehproduktionen etabliert.

## Filmografie
- 1994: Einer meiner ältesten Freunde
- 1995: Greenhorn
- 1997: Die Apothekerin
- 2000: Kalt ist der Abendhauch
- 2000–2004: Donna Leon (Fernsehreihe)
  - 2000: Donna Leon – Venezianische Scharade
  - 2002: Donna Leon – In Sachen Signora Brunetti
  - 2002: Donna Leon – Nobiltà
  - 2003: Donna Leon – Feine Freunde
  - 2003: Donna Leon – Venezianisches Finale
  - 2004: Donna Leon – Acqua Alta
- 2001: Der Zimmerspringbrunnen
- 2002: Der Freund von früher (Fernsehfilm)
- 2003: Verschwende deine Jugend
- 2006: Der Kriminalist (Episoden: Mördergroupie, und Gefallene Engel)
- 2006: Bella Block: Blackout
- 2007: Ein fliehendes Pferd
- 2011: Von Mäusen und Lügen
- 2012: Vatertage – Opa über Nacht